# Symphonie no 8 de Milhaud
« Rhodanienne »
Pour les articles homonymes, voir Symphonie no 8.
La Symphonie no 8, op. 362, sous titrée « Rhodanienne », est une œuvre pour orchestre du compositeur français Darius Milhaud. Elle a été composée en 1957 sur commande de l'Université de Californie à Berkeley. La création de la symphonie a été faite à Berkeley le 22 avril 1958 lors du festival de l'Université de Californie.

## Présentation
Commande de l'Université de Californie à Berkeley, pour l'inauguration d'une nouvelle salle, la Symphonie no 8 « Rhodanienne » est composée à Mills College du 11 au 26 avril 1957.
L'œuvre est créée à Berkeley le 22 avril 1958 par l'Orchestre symphonique de San Francisco sous la direction d'Enrique Jordá.

## Structure et analyse
La symphonie, d'une durée moyenne d'exécution de vingt-deux minutes environ, comporte quatre mouvements qui décrivent sous forme de paysage musical le cours du Rhône. Les titres des mouvements sont les suivants, :
1. Avec mystère et violence (env. 5 min 25 s) ;
2. Avec sérénité et nonchalance (env. 7 min 25 s) ;
3. Avec emportement (env. 4 min 30 s) ;
4. Rapide et majestueux (env. 4 min 50 s).

Darius Milhaud écrit à son sujet : « je n'avais fait aucun plan pour l'élaboration de cette symphonie, lorsque j'entendis La Moldau de Smetana, qui décrit les éléments pittoresques et folkloriques qui se déroulent sur les rives de ce fleuve et il me vint à l'esprit que moi aussi j'avais un fleuve à chanter, le Rhône. [...] Tout d'abord, au milieu des brumes, des nuages et des vents, la naissance de ce petit cours d'eau, dans les hauteurs des Alpes ; puis la paisible traversée du lac Léman qui m'incita à écrire un deuxième mouvement calme et lent ; la ruée du grand fleuve impétueux favorisa le troisième, scherzo rustique et violent, et le finale fut inspiré évidemment par l'approche de la Méditerranée, quand le Rhône, divisé, enserre dans un delta la Camargue, si chère à mon cœur ».
Le musicologue François-René Tranchefort relève cependant qu'« il n'y faudrait pas voir [...] une série de pages descriptives : au mieux, un simple « fil conducteur » permettant d'en apprécier la diversité, — qui ne va pas sans quelques disparités. Mais la maîtrise de l'élan général, ainsi que celle des coloris instrumentaux, y est incontestable ».
Paul Collaer relève que de toutes les symphonies du compositeur, c'est celle qui « est exécutée le plus souvent. Le public l'accueille avec faveur, peut-être parce qu'elle est plus accessible, peut-être aussi parce que le prétexte rhodanien aide à sa compréhension ».
La partition est publiée par Heugel & Cie. Dans le catalogue des œuvres de Darius Milhaud, la Symphonie no 8 porte le numéro d'opus 362,.

## Enregistrements
- un enregistrement stereo par l'Orchestre Philharmonique de Radio France, dirigé par le compositeur, et ré-édité en 2003 sous le label Apex
- 1993 Sinfonieorchester Basel, chef : Alun Francis (CPO), faisant partie du coffret des Symphonies No.1-12 de Milhaud chez CPO